# Trust Nobody
„Trust Nobody” – piosenka nagrana przez norweskiego DJ-a i producenta płyt Cashmere Cat'a, amerykańską piosenkarkę Selenę Gomez i kanadyjskiego rapera Tory Lanez'a. Singel został wydany 30 września 2016 roku jako drugi singiel z albumu 9 (z 2017 roku). Utwór został napisany przez Cashmere Cat'a, Benny’ego Blanco, Franka Dukes'a, Starrah, Gomez i Lanez'a. Został wyprodukowany przez Cashmere Cat'a, Benny’ego Blanco i Franka Dukes'a.

## Teledysk
Reżyserią teledysku zajął się Jake Schreier. Udział wzięło pięciu tancerzy występujących na scenie wybudowanej na pustyni. Klip ukazał się 16 listopada 2016 roku na Vevo.

## Notowania
| Lista (2016)                       | Najwyższa pozycja |
| ---------------------------------- | ----------------- |
| Australia (ARIA)                   | 46                |
| Belgia (Ultratip Flanders)         | 30                |
| Czechy (Singles Digitál Top 100)   | 52                |
| Francja (SNEP)                     | 104               |
| Holandia (Single Top 100)          | 86                |
| Irlandia (IRMA)                    | 69                |
| Kanada (Canadian Hot 100)          | 61                |
| Słowacja (Singles Digitál Top 100) | 53                |
| Stany Zjednoczone Under Hot 100    | 3                 |
| Wielka Brytania (OCC)              | 92                |
| Włochy (FIMI)                      | 92                |